# Creoleon plumbeus
Creoleon plumbeus är en insektsart som först beskrevs av Olivier 1811.  Creoleon plumbeus ingår i släktet Creoleon och familjen myrlejonsländor. Inga underarter finns listade i Catalogue of Life.